# Picot del Gabon
El picot del Gabon (Dendropicos gabonensis) és una espècie d'ocell de la família dels pícids (Picidae) que habita boscos clars de Nigèria, sud de Camerun, Guinea Equatorial, el Gabon, República del Congo, sud-oest, sud, est, nord i nord-oest de la República Democràtica del Congo, sud-oest de la República Centreafricana i l'extrem oest d'Uganda.